# Kinh tế hydro
Nền kinh tế hydro là việc sử dụng hydro làm nhiên liệu carbon thấp, đặc biệt dùng để sưởi ấm; mà còn cho các xe hydro, lưu trữ năng lượng theo mùa và vận chuyển năng lượng đường dài.
Nền kinh tế hydro đang phát triển như một phần nhỏ của nền kinh tế carbon thấp. Để loại bỏ nhiên liệu hóa thạch và hạn chế sự nóng lên toàn cầu, hydro bắt đầu được sử dụng vì quá trình đốt cháy của nó chỉ giải phóng nước sạch và không có CO2 thải vào bầu khí quyển. Tính đến  năm 2019, hydro chủ yếu được sử dụng làm nguyên liệu công nghiệp, hầu như để sản xuất amonia, metanol và lọc dầu.
Khí hydro không xảy ra tự nhiên trong các hồ chứa thuận tiện. Tính đến  năm 2019 gần như toàn bộ 70 triệu tấn hydro trên thế giới được tiêu thụ hàng năm trong chế biến công nghiệp  được sản xuất bằng phương pháp định hình khí metan (SMR). Một lượng nhỏ hydro được sản xuất bằng cách sản xuất hydro chuyên dụng từ nước. Tính đến  năm 2019   không có đủ điện sạch giá rẻ (tái tạo và hạt nhân) để hydro này trở thành một phần quan trọng của nền kinh tế carbon thấp, và carbon dioxide là sản phẩm phụ của quá trình SMR, nhưng nó có thể được nắm giữ và lưu trữ.